# جائزة روجر ريفيل
جائزة روجر ريفيل هي جائزة يمنحها معهد سكريبس لعلم المحيطات للأشخاص الذين قدموا مساهمات بارزة تقدم أو تعزز البحث العلمي في مجالات مثل علم المحيطات، وعلم المناخ وعلوم الكواكب الأخرى. سميت هذه الجائزة باسم روجر ريفيل، وهو عالم عمل مديراً لمعهد سكريبس لعلم المحيطات، وكان له دور أساسي في تأسيس جامعة كاليفورنيا، سان دييغو. كان عالمًا مهمًا في علم المحيطات ورائدًا في أبحاث تغير المناخ.
وكان المستلم الافتتاحي لهذه الجائزة آل جور، نائب الرئيس السابق للولايات المتحدة. حصل على الجائزة في 6 مارس 2009 على جهوده لإحداث تغير في المناخ والقضايا البيئية لجمهور عالمي. المتلقي الثاني لهذه الجائزة كان الأمير ألبرت من موناكو. حصل على الجائزة في 23 أكتوبر 2009 تقديراً على جهوده لتعزيز البحث العلمي وحماية البيئة.